# Gebaberg
Der Gebaberg (oder Hohe Geba bzw. auch Die Geba genannt) bei Geba im Landkreis Schmalkalden-Meiningen ist mit 750,7 m ü. NHN die höchste Erhebung der Vorderen Rhön und liegt im südlichen Thüringen in Deutschland.

## Lage
Der Berg befindet sich etwa 11 km westlich der Kreisstadt Meiningen.
Im Süden des weiten Gipfelplateaus liegt das Dorf Geba, im nördlichen Teil befindet sich der höchste Punkt des Berges mit Wanderhütte und Gaststätte. Am südlichen Fuß des Bergmassivs liegen im Tal des Flüsschen Herpf die Ortsteile Wohlmuthausen, Helmershausen und Bettenhausen, die wie das südöstlich gelegene Dorf Seeba zur Einheitsgemeinde Rhönblick gehören. Am Osthang der Geba liegt das Dorf Träbes mit dem Erdfall Träbeser Loch und im Tal befinden sich die Dörfer Stepfershausen und Herpf, alle drei Dörfer sind Ortsteile von Meiningen. Nördlich der Geba befinden sich der Katzgrund mit den Dörfern Unterkatz und Oberkatz. Im Nordwesten hinter der Diesburg liegt das Dorf Aschenhausen.

## Beschreibung
Zu dem ausgedehnten Bergmassiv gehören auch der Neidhardskopf (721 m) im Süden; sowie die Hohe Löhr (638 m) und die Diesburg (713 m) im Westen.
Auf dem am Rande bewaldeten Gipfelplateau befindet sich ein Aussichtshügel mit Rundblick auf die bayerische, hessische und thüringische Rhön, zum Thüringer Wald, den Haßbergen und zum Hohen Meißner.

## Geschichte

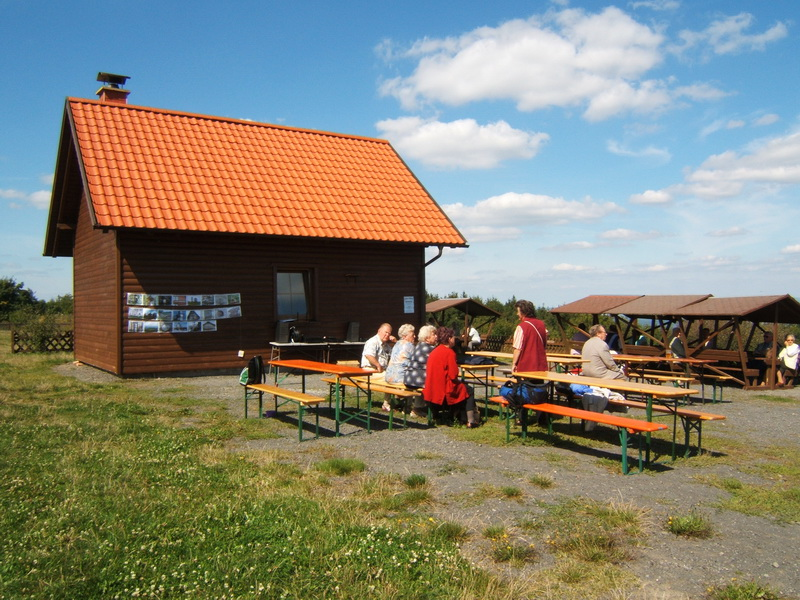
Die Meininger Hütte

1867 veranlasste das Herzogtum Sachsen-Meiningen erste Vermessungsarbeiten auf der Geba, wobei das erste Blockhaus als Wetterschutz entstand. Am 2. Juni 1897 weihte man in Anwesenheit von Herzog Georg II. die erste Meininger Hütte ein, die später mehrmals erweitert wurde. Die Geba entwickelte sich in den folgenden Jahrzehnten wegen ihrer guten Aussicht zu einem beliebten Ziel für Wanderer und Urlauber, die hier Ruhe zum Ausspannen suchten.
Von 1945 bis 1962 dienten die Gebäude der Freien Deutschen Jugend (FDJ) als Jugendherberge. Danach bezog die Sowjetarmee den höchsten Punkt des Gipfelplateaus und errichtete hier eine Radarstation. Das Gelände wurde Sperrgebiet und war fortan für die Einheimischen und ihre Gäste nicht mehr zugänglich.
Ende der 1960er Jahre wurden durch eine deutsche Firma für die Sowjetarmee Baracken erbaut. Im Haus I (heute Gebatreff) befanden sich eine Waffenkammer, ein Politraum für Schulungen, ein Schlafsaal für 120 Soldaten, Küche, Bekleidungskammer, Speiseräume und einfache Sanitärräume. Am 22. April 1991 zogen die Sowjetsoldaten ab und das Haus 1 wurde durch ABM-Kräfte entkernt.
1998 wurde die Meininger Hütte durch den Meininger Zweigverein des Rhönklubs an ihrem historischen Standort wiedereröffnet. In ihr befinden sich ein Aufenthaltsraum mit Kamin sowie ein Bettenlager. Außerdem wurde 1999 auf dem Gipfel ein drei Hektar großer Rhönkulturgarten mit einem nachgebildeten Keltendorf errichtet.
Ab Ende der 1990er Jahre wurden die Baracken schrittweise umgebaut und heute befinden sich dort die Gaststätte Bergstübchen, ein Veranstaltungssaal, ein Vereinszimmer, ein Schulungsraum, das russische Museum Дружба (Freundschaft) und eine Informationsstelle des Fremdenverkehrsverein Geba e. V.
Am 28. August 2005 wurde auf dem Aussichtshügel vom Rhönklub eine Metalltafel mit 40 Richtungsangaben in die Rhön, Werratal und Thüringer Wald eingeweiht.
Anfang 2014 wurde vom Landratsamt in Meiningen angekündigt, auf dem Gipfel einen 70 m hohen schiefen Aussichtsturm mit 23,5° Neigung errichten zu wollen. Im September 2014 wurde der Bau in einem im gesamten Landkreis stattgefundenen Bürgerentscheid abgelehnt. Sämtliche Anliegergemeinden des Gebaberges stimmten dagegen für den schiefen Turm.

## Wanderwege
Über die Geba führen:

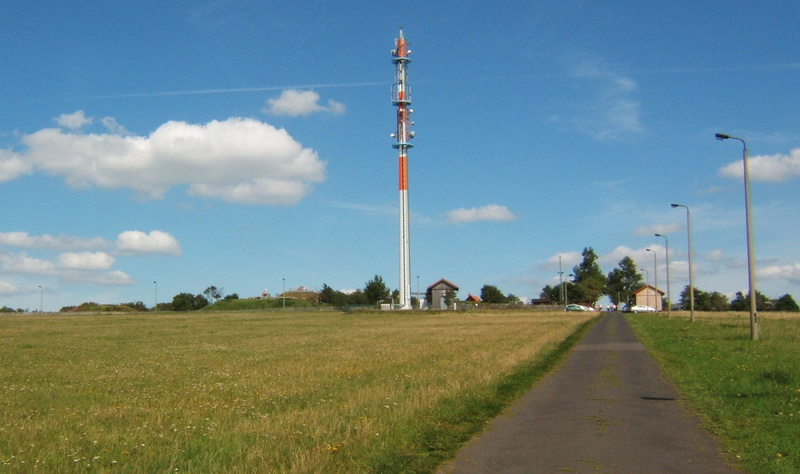
Blick von der Straße

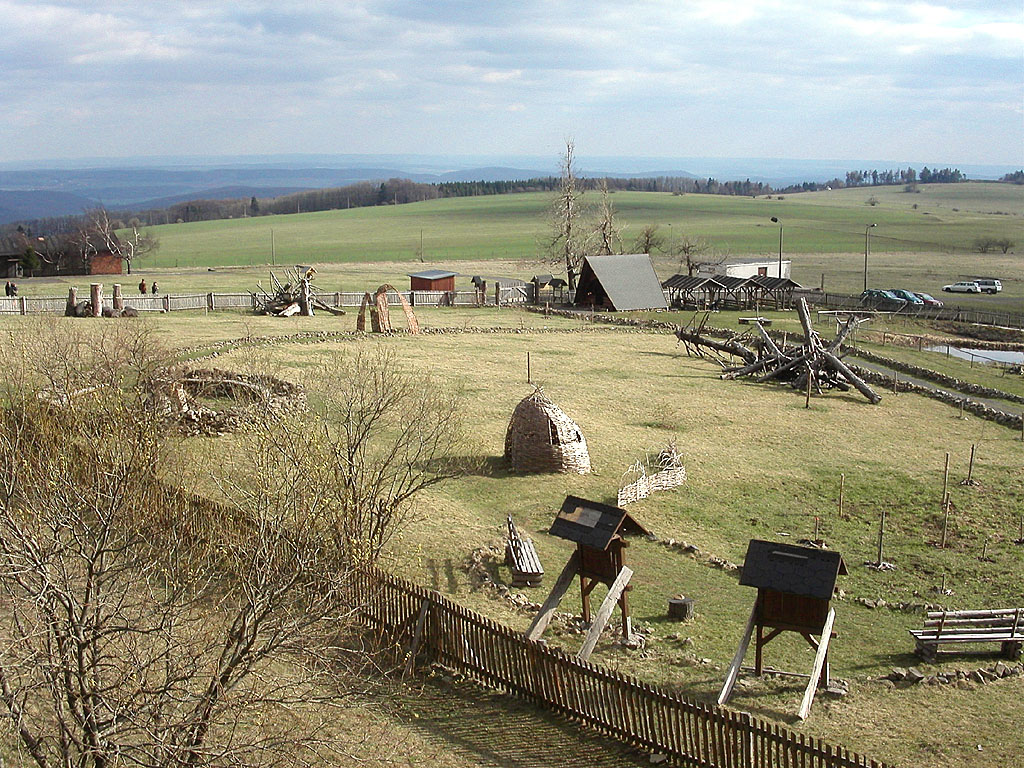
Keltendorf im Aufbau

- der Gebaweg, eine Extratour des Hochrhöners
- der Julius-Greif-Rundweg mit einem Gedenkstein
- der Milseburgweg (HWO3)
- der Rhön-Rennsteig-Wanderweg, der die Geba mit Aschenhausen und Stepfershausen verbindet.
- der Thüringer Rhönwanderweg